# José Luis Uribezubia
José Luis Uribezubia Velar, soprannominato Katarilla (Berriz, 21 agosto 1945), è un ex ciclista su strada spagnolo di origine basca.
Professionista dal 1970 al 1976, vinse una tappa alla Vuelta a España 1974. In totale raccolse quattordici affermazioni fra i professionisti, tutte in corse disputate in Spagna; nel 1971, inoltre, partecipò e portò a termine tutti e tre i Grandi Giri.

## Palmares
- 1967 (Kas, due vittorie)

Clásica a los Puertos de Guadarrama
Classifica generale Vuelta a Aragón
- 1973 (Kas, una vittoria)

1ª tappa Vuelta a Segovia (Segovia > Segovia)
- 1974 (Kas, tre vittorie)

Clásica a los Puertos de Guadarrama
Gran Premio Cuprosan
11ª tappa Vuelta a España (Avila > Valladolid)
- 1975 (Super Ser, tre vittorie)

Gran Premio de Llodio
Gran Premio Cuprosan
Classifica generale La Rua-Cabeza
- 1976 (Super Ser, due vittorie)

2ª tappa Vuelta a los Valles Mineros (Luarca > Pola de Laviana)
Classifica generale Vuelta a los Valles Mineros

### Altri successi
- 1967 (Kas, due vittoria)

Gran Premio Legnanes (criterium)
Classifica generale Tres Dias de Leganés (challenger)
- 1973 (Kas, una vittoria)

Gran Premio San Juan y San Pedro (criterium)

## Piazzamenti

### Grandi Giri
- Giro d'Italia

1971: 29º
1873: 64º
1974: 14º
- Tour de France

1970: ritirato (alla 6ª tappa)
1971: 49º
1976: 86º
- Vuelta a España

1967: 37º
1968: 29º
1971: 27º
1972: 16º
1973: 18º
1974: 8º
1975: ritirato (alla ? tappa)